# Etnia berta
Los bertha o bertas  también son conocidos como shangala, banu o shangul. Sus principales comunidades se encuentran en la frontera occidental de Etiopía (Benishangul) y en el este de Sudán, al sur del Nilo Azul. Su idioma también se llama berta. Es una lengua nilo-sahariana que no presenta concomitancias aparentes con otras lenguas de la misma zona (las denominadas lenguas komanas), por lo que se lo considera un grupo aparte. A lo largo de su historia fueron frecuentes las descendencias comunes con mercaderes árabes (witawit). Mayoritariamente son musulmanes suníes y tienen el árabe como segunda lengua.

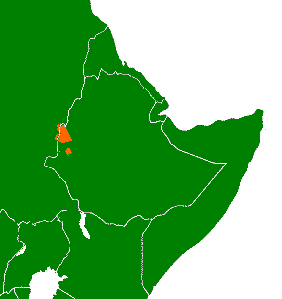
Territorio tradicional de los bertha.

Los berta son agricultores sedentarios. Hasta la primera mitad del siglo XIX formaron parte de la población del imperio sudanés oriental de Funj.

## Idioma
Según la clasificación original de Joseph Greeberg, el idioma berta es una lengua aislada dentro de la rama chari-nil de la familia nilosahariana. Su zona de difusión es la frontera etíope-sudanesa. También es conocido con los nombres beni shangul, bertha, barta, burta, wetawit, jebelawi. Contiene los dialectos fadashi, gobato, shuru, mayu, bake, undu, dabusu.
Aproximadamente 559.000 personas hablan berta de las cuales 315.000 viven en territorio etíope y 244.000 en la frontera sudanesa. Los principales territorios etíopes con comunidades de hablantes del berta están en la región de Benishangul-Gumuz. Destacan los asentamientos en las riberas del río Nilo Azul y al norte de Asosa, en la frontera con Sudán; así como en Dalati en el área de Sirba Abay al este del río Dabus. También en Matahara en el este de Etiopía.  En Sudán, las comunidades berta se ubican en el Estado de Nilo Azul, en los distritos de Kurmuk y Geissan, así como en el distrito sur de Roseires.
El idioma berta tiene el identificador [wti] en la norma ISO 639-3. Posee expresión escrita con símbolos latinos.
El árabe es hablado con fluidez por la mayoría de las personas del pueblo berta.

## Historia

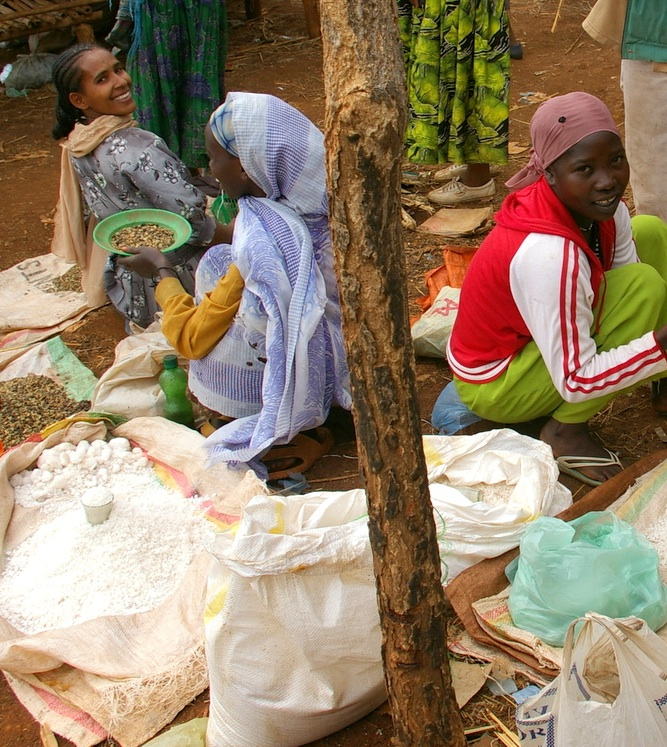
Mercado en Asosa

Las primeras noticias sobre los bertha aparecen registradas en crónicas abisinias de fines del siglo XVII. Es probablemente entonces, o a inicios del siglo siguiente, cuando este grupo llega a tierras etíopes. 
Sus orígenes se encuentran en Sennar en el este de Sudán, en el área del antiguo sultanato de Funj (1521-1804) del cual fueron tributarios. Durante el siglo XVI o XVII emigraron al oeste de Etiopía, en el área de la actual Región Benishangul-Gumuz . "Benishangul" es una forma arabizada del nombre original Bela Shangul , que significa "Roca de Shangul". Refiere a una piedra sagrada ubicada en una montaña en la woreda de Menge , uno de los lugares donde originalmente se asentaron los berta cuando llegaron a Etiopía.
Su llegada a Etiopía estuvo marcada por un fuerte conflicto territorial entre las diversas comunidades Shangul. Por esta razón, y para protegerse de las incursiones de esclavos provenientes de Sudán, las comunidades Shangul decidieron establecer sus aldeas en colinas y montañas que proveían defensas naturales como los afloramientos rocosos. Debido a esta accidentada topografía, se levantaron casas y hórreos sobre pilares de piedra.
En 1897 fueron conquistados por el imperio etíope pero a cambio de un tributo se les respetó su  autonomía. De este hecho histórico nació el resentimiento entre bertas y amaharas.
Después de que los conflictos y las redadas retrocedieran durante el siglo XX, la gente de Shangul se trasladó a los valles, donde hoy se encuentran sus aldeas. Durante el siglo XIX, el área de Benishangul se dividió en varios jeques (Fadasi , Komosha, Gizen, Asosa ), el más poderoso de los cuales fue gobernado por Sheikh Khoyele a fines del siglo XIX.

## Costumbres
Los bertha practican una agricultura de roza y quema, viven en poblados formados por casas (shuli) de bambú redondas con techo de paja cónico, y mantienen todavía artesanías tradicionales, entre las que destaca la cerámica a mano. La importancia de los valores colectivos queda de manifiesto en las fiestas de trabajo, llamadas amaha en bertha, en las que se reúnen los vecinos para cultivar los campos o construir casas.

## Gastronomía
En esta fiestas se bebe cerveza de sorgo, que se hace fermentar en grandes recipientes cerámicos.

## Religión
En la actualidad, la gran mayoría de los bertha son musulmanes, pero conservan ritos y creencias tradicionales. Los brujos (neri) llevan a cabo rituales sanatorios, de adivinación y de petición de lluvia. Asimismo, existe una piedra sagrada en un monte que da nombre a la región (Bela Shangul, "la roca de Shangul"), que sigue siendo venerada por este pueblo.